# Angleški park
Angleški park ali angleški krajinski park ali pa preprosto angleški vrt (francosko: Jardin à l'anglaise, italijansko: Giardino all'inglese, nemško: Englischer Landschaftsgarten, portugalsko: Jardim inglês, špansko: Jardín inglés) je park, urejen tako, da ohranja naravni videz pokrajine in je nastal v Angliji v začetku 18. stoletja ter se razširil po vsej Evropi in nadomestil bolj formalen, simetričen francoski park (jardin à la française) iz 17. stoletja, do tedaj glavni slog vrtov v Evropi.  Angleški park predstavlja idealiziran pogled na naravo. Navdihoval se je iz krajinskih slik  Clauda Lorraina in  Nicolasa Poussina in v anglo-kitajskem vrtu, po klasičnem  kitajskem vrtu, ki so ga opisovali evropski popotniki.  Angleški park običajno vključuje jezero, pokošeno nežno zelenico pred nasadi dreves in poustvaritev klasičnih templjev, gotskih ruševin, mostove in druge slikovite arhitekture, ki so namenjene ustvariti idilično pastoralno krajino. Delo Lancelota Capability Browna je bilo še posebej vplivno. Do konca 18. stoletja so angleški park posnemali francoski krajinski vrtovi in se razširili vse do Sankt Peterburga v Pavlovsk, v Rusiji, vrtove bodočega carja Pavla. Imeli so tudi velik vpliv na obliko javnih parkov in vrtov, ki so se pojavili po vsem svetu v 19. stoletju. 

## Zgodovina angleškega podeželskega parka
Predhodniki krajinskega parka v Angliji so bili veliki parki, ki sta jih ustvarila sir John Vanbrugh (1664-1726) in Nicholas Hawksmoor na gradu Howard (1699-1712),  palači Blenheim (1705-1722) in krajinski park v podeželskem dvorcu Claremont (1715-1727). Ti parki kažejo velike travnate površine, gozdove in dele arhitekture, kot so klasični mavzolej, ki ga je zasnoval Hawksmoor na gradu Howard. V središču kompozicije je bila zgradba, za katero so bili formalni in simetrični vrtovi v slogu vrta à la française, z bogato okrašeno preprogo iz cvetličnih vzorcev in živih mej, okrašen s kipi in fontanami. Ti vrtovi, oblikovani po vzoru Versajskih vrtov, so bili zasnovani da očarajo obiskovalce s svojo velikostjo in veličastnostjo. 

### William Kent in Charles Bridgeman
Nov slog, ki je postal znan kot angleški park sta izumila krajinska oblikovalca William Kent in Charles Bridgeman, ki sta delala za bogate pokrovitelje, tudi Richarda Templa, 1. vikonta Cobhama, Richarda Boyla, 3. grofa Burlingtona in bankirja Henryja Hoareja. Gospodje, ki so imeli velika podeželska posestva in so bili člani anti-rojalistične whigovske stranke, imeli klasično izobrazbo, so bili podporniki umetnosti in so izvedli Grand Tour v Italiji, kjer so videli rimske ruševine in hoteli italijansko pokrajino reproducirati v svojih vrtovih.
William Kent (1685-1748) je bil arhitekt, slikar in oblikovalec pohištva, ki je prinesel paladijevski slog arhitekture v Anglijo. Navdih je Kent dobil v Palladijevih zgradbah v Benečiji in pokrajini in ruševinah okoli Rima, kjer je živel med letoma 1709 do 1719. S seboj je prinesel številne risbe antične arhitekture in pokrajine. Njegovi vrtovi so bili načrtovani kot dopolnitev paladijevske arhitekture zgrajenih hiš.
Charles Bridgeman (1690-1738) je bil sin vrtnarja in izkušen vrtnar, ki je postal kraljevi vrtnar kraljice Ane in princa Jurija Danskega, in bil odgovoren za nego in preoblikovanje kraljevih vrtov v Windsorju, Kensingtonski palači,  palači Hampton Court, Parku St. James in Hyde Parku. Sodeloval je s Kentom pri nekaj večjih parkih, kjer je prispeval botanično znanje, ki je omogočalo Kentu uresničiti njegove arhitekturne vizije. 

### Chiswick House
Kent je ustvaril enega prvih pravih angleških pokrajinskih parkov v Chiswick House za Richarda Boyla, 3. grofa Burlingtona. Prvi parki, narejeni med letoma 1724 in 1733 so imeli veliko formalnih elementov francoskega parka, vključno aleje, ki so tvorile trizob in kanale, a tudi kaj nenavadnega: slikovito podobo jonskega templja, ki je stal obrobljen z drevesi. Med letoma 1733 in 1736 so ga preoblikovali in dodali trate nagnjene navzdol do roba reke in majhno kaskado. Prvič se oblika parka ni navdihovala v arhitekturi, ampak idealizirani različici narave. 

### Rousham House
Rousham House v Oxfordshireu je po mnenju nekaterih največji dosežek in pomembno delo Williama Kenta.  Pokrovitelj je bil general Dormer, ki je naročil Bridgemanu oblikovanje parka leta 1727, nato leta 1737 naročil Kentu, da ga predela. Bridgeman je zgradil serijo parkov, vključno z Venerino jamo, na pobočju ob reki Cherwell, in jih povezal z ravnimi potmi. Kent je spremenil poti v vijugaste, zgradil rahlo obračajoč potok, ki je sledil naravnim krajinskim značilnostim pobočja in ustvaril vrsto razgledišč, planoto pa okrasil z alegoričnimi kipi Apolona, ranjenega gladiatorja, leva, ki napada konja in drugimi predmeti. Postavil je elemente, ki »pritegnejo poglede«, dele klasične arhitekture za okrasitev krajine in uporabil ločevalni zid »ha-ha«, ki je skril jarek, ki je ločeval pašnik od vrta, a ni prekinjal razgleda iz vrta. Na koncu je dodal kaskade, po zgledu tistih na vrtu vile Aldobrandini in vile Pratolino v Italiji, da je dodal gibanje in dramo. 

### Stowe House
Stowe House, v Buckinghamshireu, (1730-1738), je predstavljal še bolj radikalen odmik od uradnega francoskega vrta. V začetku 18. stoletja je Richard Temple, 1. vikont Cobhama, naročil Charlesu Bridgemanu oblikovanje formalnega parka, z arhitekturnimi okraski Johna Vanbrugha. Bridgemanova zasnova je vključevala osmerokotno jezero in rotundo (1720-21), ki jo je zasnoval Vanbrugh.
V 1730-ih sta bila imenovana William Kent in James Gibbs za nadaljevanje dela za Bridgemanom, ki je umrl leta 1738. Kent je predelal jezero v bolj naravno obliko in ustvaril novo vrsto parka, ki je obiskovalcem nudil pogled na slikovito pokrajino. Sčasoma je vključil paladijevski most (1738), Venerin tempelj (1731) v obliki paladijevske vile; tempelj antičnih Vrlin (1737) s kipi znanih Grkov in Rimljanov, tempelj britanskih veljakov (1734-1735) s kipi britanskih junakov in tempelj modernih Vrlin, ki ga je namerno pustili v ruševinah in je vseboval brezglavi kip Roberta Walpolea, Cobhamovega političnega tekmeca. 
Park je privabil obiskovalce iz vse Evrope, med drugim tudi  Rousseauja. Postal je navdih za pokrajinske parke v Veliki Britaniji in na celini.

### Stourhead
Stourhead, v Wiltshireu v jugozahodni Angliji (1741-1780), ki ga je uredil bankir Henry Hoare, je bil med prvimi slikovitimi parki, ki ga je navdihnil spomin na slike Claude Lorraina. Hoare je potoval v Italijo na Grand Tour in se vrnil s sliko Clauda Lorraina. Na svojem posestvu je Hoare zajezili potok, da je nastalo jezero, ki ga je obdal s pokrajino in arhitekturnimi konstrukcijami, ki predstavljajo različne postaje na potovanju Eneja v Vergilijevi Eneidi. [10

## Velika doba angleških parkov

### Capability Brown
Najbolj vplivna osebnost v kasnejšem razvoju angleških krajinski parkov je bil Lancelot "Capability" Brown (1716-1783), ki je začel svojo kariero leta 1740 kot vrtnar v Stoweu pri Charlesu Bridgemanu, nato pa leta 1748 nadaljeval pri Williamu Kentu.
Brownov prispevek je bil poenostaviti park z odpravo geometrijskih struktur, alej in parterjev v bližini hiše in jih nadomestiti z razgibano trato in obsežnimi pogledi na posamezne skupine dreves, zaradi česar je bila pokrajina videti še večja. »On je želel ustvariti idealno pokrajino na angleškem podeželju«.  Ustvaril je umetna jezera, uporabljal jezove in kanale za preoblikovanje potokov ali izvire v iluziji, kot da reka teče skozi vrt.
Primerjal je svojo vlogo oblikovalca vrta s pesnikom in skladateljem. »Tukaj sem dal vejico, tam, kjer je bilo treba odrezati zaradi pogleda, sem dodal poudarek; tu sem ga končal z obdobjem in začel drugo temo«. 
Brown je zasnoval 170 parkov. Najpomembnejši so bili:
- Petworth (West Sussex) leta 1752;
- Chatsworth (Derbyshire) leta 1761;
- Bowood (Wiltshire) leta 1763;
- Palača Blenheim (Oxfordshire) leta 1764

### Humphry Repton
Humphry Repton (21. april 1752 - 24. marec 1818) je bil zadnji veliki angleški krajinski oblikovalec osemnajstega stoletja, pogosto obravnavan kot naslednik Capability Browna.  Repton je začel z idejo da postane krajinski oblikovalec (izraz je skoval sam) po tem, ko ni uspel na različnih projektih in zaznal priložnost po Brownovi smrti, da zapolni nastalo vrzel. Poslal je okrožnice svojim stikom v višjih slojih in oglaševal svoje storitve. Za pomoč je strankam vizualiziral svoje ideje in izdelal tako imenovano 'Red Books' , s pojasnjevalnim besedilom in akvareli s sistemom prevlek za prikaz stanja "pred" in "po" izvedenem.
Leta 1794 sta Richard Payne Knight in Uvedale Price hkrati objavila napad na »skromen genij golega in plešastega«, kritizirala Brownove oblike kot vljudne in nenaravne in se zavzemala za krepke in kompleksne modele, sestavljene v skladu s 'teorijo slikovitosti', ki oblikuje pokrajino kot krajinsko sliko, z ospredjem, osrednjim delom in ozadjem. Na začetku svoje kariere je Repton branil Brownov ugled s polemiko. Vendar pa, kot je njegova kariera napredovala, začel uporabljali teorijo slikovitosti v praksi krajinskega oblikovanja. Verjel je, da bi morala biti v ospredju sfera umetnosti (s formalno geometrijo in okrasno zasaditvijo), da bi srednji del imel značaj parka Brownovega tipa in da bi v ozadju ustvaril divji in 'naraven' značaj. Repton je ponovno uvedel formalne terase, balustrade, špalirje in cvetlične vrtove okoli hiše na način, ki je postal običajna praksa v devetnajstem stoletju. 
Repton je objavil štiri glavne knjige o oblikovanju vrtov: Skice in nasveti za krajinski vrt (1795), Pripombe na teorijo in prakso urejanja okolice (1803), Raziskavo o spremembah okusa v krajinskem vrtu (1806) in Odlomek o teoriji in praksi krajinskega vrta (1816). Gradivo je črpal iz materiala in tehnik, ki jih je uporabljal pri 'Red Books'. Ta dela so močno vplivala na druge krajinske oblikovalce kot so John Klavdij Loudon, John Nash, Jean Charles Adolphe Alphand, Hermann Ludwig Heinrich Pückler-Muskau in Frederick Law Olmsted.

## Angleško-kitajski park
Pridih Daljnega vzhoda je prišel v angleški vrt preko Nizozemske. Leta 1685 je angleški diplomat v Haagu in pisatelj sir William Temple napisal esej Na vrtu Epikur (Upon the garden of Epicurus objavljen leta 1690), ki je bil v nasprotju evropsko teorijo simetričnih vrtov z asimetrično kompozicijo iz Kitajske, za katero je uvedel japonski izraz sharawadgi.  Temple ni nikoli obiskal Daljnega vzhoda, vendar je bil v stiku z Nizozemci in njihovim diskurzom o nepravilnosti pri oblikovanju, govoril je s trgovci, ki so bili na Daljnem vzhodu dalj časa in bral dela evropskih popotnikov. Opozoril je, da se kitajski vrtovi izogibajo formalnim vrstam dreves in cvetličnim gredam in namesto tega dajo drevesom, rastlinam in drugim elementom v vrtu neformalno obliko, ki pade v oči in ustvarja lepe kompozicije. Kritiziral je formalne kompozicije vrtov v Versajski palači Ludvika XIV. Francoskega. Njegove ugotovitve o kitajskem vrtu je citiral esejist Joseph Addison v eseju iz leta 1712, in jih uporabljal za napad na angleške vrtnarje, ki so namesto posnemanja narave, poskušali oblikovati svoje parke v francoskem slogu, karseda daleč od narave. 
Novost in eksotika kitajske umetnosti in arhitekture v Evropi je pripeljala leta 1738 do gradnje prve kitajske zgradbe v angleški vrt, na vrtu Stowe House. Slog je postal še bolj priljubljen zahvaljujoč Williamu Chambersu (1723-1796), ki je živel na Kitajskem od 1745 do 1747 in napisal knjigo Skice, stavbe, pohištvo, navade, stroji in pripomočki Kitajcev, objavljeno leta 1757. Leta 1761 je zgradil kitajsko pagodo, hišo in vrt v Kewu v Londonu, kot del Kew Gardens, park z vrtovi in arhitekturo, ki simbolizira vse dele sveta in vse arhitekturne sloge. Kitajske pagode so se nato začele pojavljati tudi v drugih angleških vrtovih, nato pa v Franciji in drugod na celini. Francoski in drugi evropski opazovalci so za ta slog vrta skovali izraz Jardin Anglo-Chinois (Anglo-kitajski vrt). 

## Neogotski vpliv na angleški park
V 1750-ih so se v angleških vrtovih klasični in kitajski arhitekturi pridružile še neogotske ruševine. To je bila v veliki meri posledica Horaca Walpola, ki je vpeljal neogotske značilnosti v svojo hišo in vrt v Strawberry Hillu v Twickenham. 
V Stoweu, je Capability Brown sledil novi modi med 1740 in 1753 z dodajanjem novih odsekov v park imenovan Hawkwelle Hill ali gotska promenada, z neogotskimi objekti. 

## Angleški park se širi na celino
Opisi angleških vrtov so prvič prinesel v Francijo opat Le Blanc, ki je objavil opis svojega potovanja leta 1745 in 1751. Razpravo o angleškem vrtu, Razmišljanja o sodobnem vrtnarjenju, Thomasa Whatelyja, ki je bila objavljena v Londonu leta 1770, je bila prevedena v francoščino leta 1771. Po koncu sedemletne vojne leta 1763, so francoski plemiči lahko potovali v Anglijo in si sami ogledali vrtove in slog začeli prilagajati v francoskih vrtovih. Novi slog je imel tudi to prednost, da je zahteva manj vrtnarjev in se je lažje vzdrževal, kot francoski vrt.
Eden prvih angleških vrtov na celini je bil v Ermenonvilleu v Franciji, ki ga je uredil markiz René Louis de Girardin od leta 1763 do leta 1776 in temelji na idealih Jean Jacquesa Rousseauja, ki je bil pokopan v parku. Rousseau in ustanovitelj vrta sta obiskala Stowe nekaj let prej. Drugi zgodnji primeri so Désert de Retz, Yvelines (1774-1782); vrtovih Château de Bagatelle v Bulonjskem gozdu zahodno od Pariza (1777-1784); Folie Saint James v Neuilly-sur-Seine, (1777-1780) in Château de Méréville v departmaju Essonne, (1784-1786). Tudi v Versaillesu, domu najbolj klasičnega vseh francoskih vrtov, je majhen angleški krajinski park z rimskim templjem urejen pri Petit Trianon in model vasi Hameau de la Reine (1783-1789), ki je bila ustvarjena za Marijo Antoinetto.
Nov slog se je razširil tudi v Nemčijo. Osrednji park Dessau-Wörlitzersko vrtno carstvo, v kneževini Anhalt, je bil urejen med 1769 in 1773, po nalogu princa Leopolda III. in temelji na parkih v Claremontu, Stourheadu in Stoweu. Še en znan primer je bil  Angleški park v Münchnu v Nemčiji, ki ga je leta 1789 uredil sir Benjamin Thompson (1753-1814).
Na Nizozemskem je krajinski arhitekt Lucas Pieters Roodbaard (1782-1851) oblikoval več vrtov in parkov v tem slogu. Slog je na Švedsko uvedel Fredrik Magnus Piper.
Slog se je hitro razširil tudi v Rusijo, kjer je leta 1774 Katarina Velika prilagodila nov slog v parku svoje palače v Carskem selu, skupaj z modelom kitajske vasi in paladijevskim mostom, po vzoru iz Wilton House.

## Značilnosti angleškega parka
Za celinski evropski »angleški park« je značilno, da je v manjšem obsegu in bolj napolnjen z »očesnimi lovilci« kot večina angleških krajinskih parkov: jame, templji, čajne hiše, razgledne točke, paviljoni, navidezne ruševine, mostovi in kipi, čeprav glavne sestavine krajinskih parkov v Angliji, so se razmahnili v rahlo valovitih tleh in vodi, proti gozdnemu ozadju s skupinami dreves in nepravimi nasadi. Med najbolj znanimi angleškimi vrtovi v Evropi je Angleški vrt v Münchnu.
Prevladujoči slog je bil revidiran v začetku 19. stoletja z vključitvijo več sloga gardenesque , funkcije, ki vključuje grmičevje s peščenimi potmi, nasadi dreves, ki izpolnjujejo botanično radovednost in predvsem, vrnitev cvetja zasajenega v blazinah. To različico krajinskega parka so najbolj posnemali v Evropi v 19. stoletju. Zunanje površine »domačega parka« angleške podeželske hiše so ohranile svojo naravoslovno oblikovanje. 
Kanon evropskega Angleškega parka vsebuje številne romantične elemente. Vedno je prisoten ribnik ali majhno jezero s pomolom ali mostom. S pogledom na ribnik stoji okrogel ali šesterokoten paviljon, pogosto v obliki monopterosa, rimskega templja. Včasih ima park tudi kitajski paviljon. Drugi elementi so še jama in imitacije ruševin.
Drugi slog angleškega vrta, ki je postal popularen v 20. stoletju v Franciji in severni Evropi, je angleški hišni vrt s konca 19. stoletja. [27

## Galerija
- Claremont Belvedere
- Bowood House, Capability Brown
- Park palače Pavlovsk blizu St. Petersburga
- Jama v parku Bowood House, Capability Brown
- Park Petworth House, Capability Brown
- Monopteros v Angleškem parku v Münichnu
- Ruševine in jama v Dessau-Wörlitz
- Bajer v Sheffield Park
- Kitajski stolp v Angleškem parku v Münichnu
- Pavilijon v Carskem selu, Rusija